# Charmed (gruppo musicale)
Le Charmed sono state un girl group norvegese formato nel 2000 da Oddrun Valestrand, Lise Monica Nygård e Hanne Kristine Haugsand.
Hanno rappresentato la Norvegia all'Eurovision Song Contest 2000 con il brano My Heart Goes Boom.

## Carriera
Il 4 marzo 2000 le Charmed hanno partecipato a Melodi Grand Prix, la selezione del rappresentante norvegese per l'Eurovision, con il loro singolo di debutto My Heart Goes Boom. Sono state incoronate vincitrici dalla giuria e dal televoto. All'Eurovision Song Contest 2000, che si è tenuto il successivo 13 maggio a Stoccolma, si sono piazzate all'11º posto su 24 partecipanti con 57 punti totalizzati. Il loro singolo è stato un successo commerciale in Norvegia, raggiungendo la 3ª posizione nella classifica dei singoli e anticipando il loro album di debutto eponimo, che è arrivato al 16º posto in classifica. Dall'uscita dalla formazione di Oodrud Valenstrand in favore dell'inizio di una carriera da solista, il gruppo non ha più prodotto alcun pezzo.

## Discografia

### Album in studio
- 2000 – Charmed

### Singoli
- 2000 – My Heart Goes Boom
- 2000 – Dark Lady